# Esther Rose (zenész)
Esther Rose, amerikai country-énekesnő, dalszerző.

## Pályafutása
Esther Rose a Michigan állambeli Detroitban született, 2010 újév napján New Orleans francia negyedébe költözött. Művészeti galériája van francia negyedben.
Esther Rose pályafutása Luke Winslow-King zenésszel indult, akivel valamikor 2013-15 között házasodott össze. 2017-ben Rose kiadta debütáló albumát „This Time Last Night” címmel. 2019-ben Rose aláírt a Father/Daughter Recordshoz, és kiadta második albumát „You Made It This Far” címmel. 2021-ben jelent meg harmadik albuma, a („How Many Times”). Rose negyedik album címe: „Safe to Run” 2023-ban jelent meg a New West Records gondozásában.

## Stúdióalbumok
- This Time Last Night (2017)
- You Made It This Far (2019)
- How Many Times (2021)
- Safe To Run (2023)